# سندای ۳۱۳۳
سیارک ۳۱۳۳ (به انگلیسی: 3133 Sendai، نامگذاری:A907TC) سه هزار و صد و سی و سومین سیارک کشف شده‌است که در ۴ اکتبر ۱۹۰۷ و در هایدلبرگ کشف شد.
قدر مطلق سیارک برابر ۱۳٫۲۰ است.